# Cauro
Cauro (korziško Cavru) je naselje in občina v francoskem departmaju Corse-du-Sud regije - otoka Korzika. Leta 2009 je naselje imelo 1.277 prebivalcev.

## Geografija
Kraj leži na zahodni strani otoka Korzike 20 km vzhodno od središča Ajaccia.

## Uprava
Občina Cauro skupaj s sosednjimi občinami Bastelica, Eccica-Suarella, Ocana in Tolla sestavlja kanton Bastelica; slednji se nahaja v okrožju Ajaccio.